# Улица Труда (Калуга)
Улица Труда — улица в исторической части Калуги, проходит от Телевизионной площади до Городища Семёново. Московский округ. Протяжённость улицы около 970 м.

## История

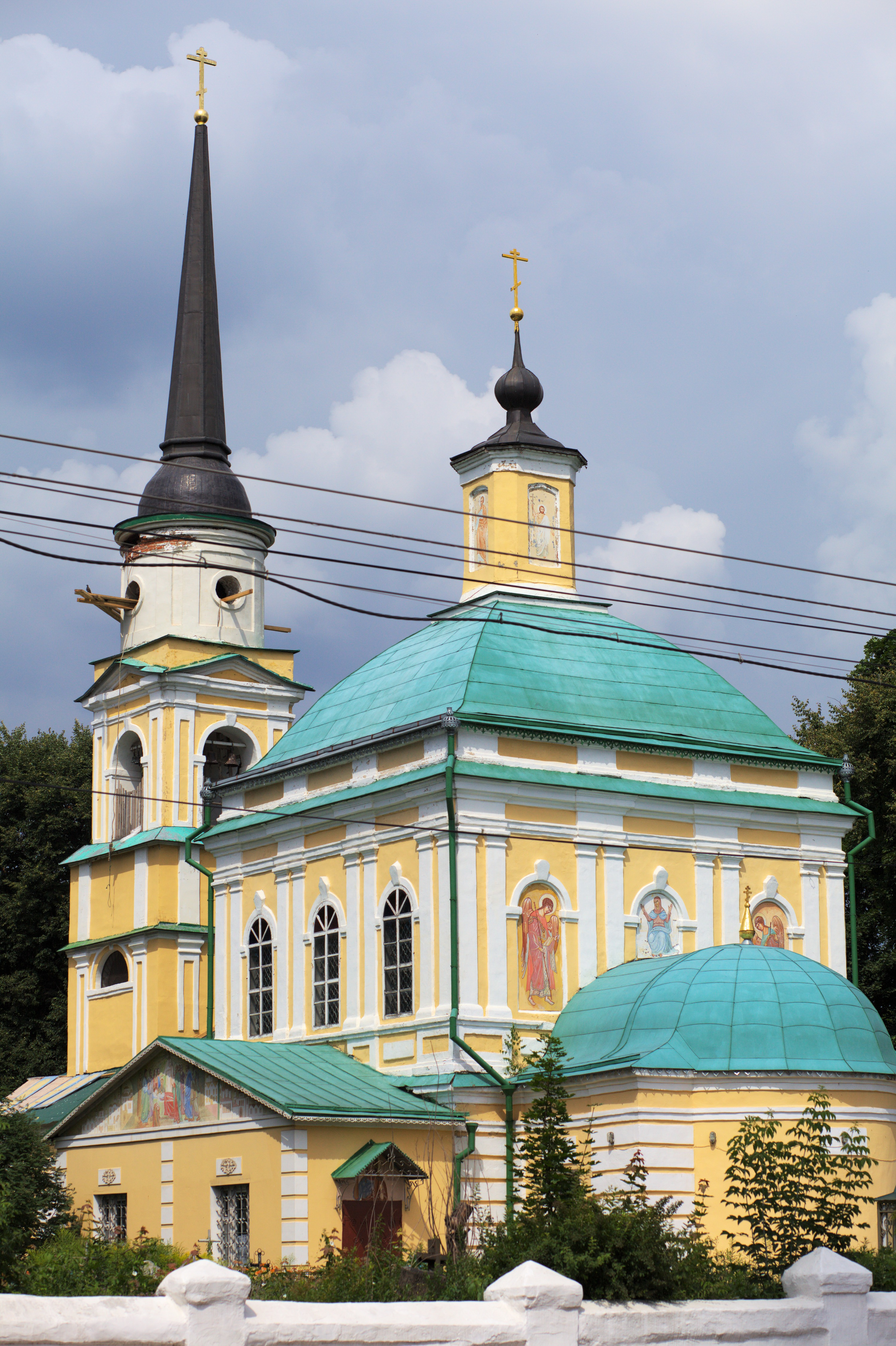
Церковь Петра и Павла на Пятницком кладбище

В 1780 году в районе улицы, тогда — за северной границей города, вместо большого количества приходских кладбищ, существовавшим при каждом из 46 храмов Калуги, было открыто единое большое Пятницкое кладбище.
Здание кладбищенской церкви было построено в 1781 году и тогда же освящено по благословению Московского митрополита Платона. Главный престол был освящён в честь святых апостолов Петра и Павла; придел же — в честь великомученицы Параскевы Пятницы, икона которой перенесена из прежней церкви.
Улица сложилась в XIX веке. Носила название Сальная, такое название было дано по предприятиям, которые размещались на улице.
На улице находились пивоваренные заводы Фишера. В 1895 году на улице было заложено собственное здание Работного дома, инициатива строительства принадлежит о. Иоанну Кронштадтскому.
С установлением советской власти улица была переименована в Проспект группы освобождения Труда (по находившемуся здесь Работному дому), но довольно быстро стала улицей Труда.
15 октября 2022 года в здании бывшей водонапорной башни был торжественно открыт Музейно-выставочный центр «Сергиев Скит». В помещениях разместилась экспозиция, посвященная пребыванию членов Российской императорской семьи на калужской земле.

## Достопримечательности
д. 1а — Водонапорная башня, Пятницкое кладбище, Церковь Петра и Павла
д. 7 — Работный дом